# 443 aC
El 443 aC va ser un any del calendari romà prejulià. Era l'any 311 ab urbe condita. La denominació 443 aC per a aquest any s'ha emprat des de l'edat mitjana, quan el calendari Anno Domini va ser el mètode més usat a Europa per a anomenar els anys.

## Esdeveniments
- Aquell any van ser elegits cònsols Marc Gegani Macerí i Titus Quinti Capitolí Barbat.
- Durant aquest any es va establir a Roma per primera vegada la magistratura dels censors, funció que abans tenien els cònsols. Mentre Marc Gegani feia la guerra contra Ardea, Capitolí va fer de mediador entre plebeus i patricis i es va guanyar les simpaties de tots.[2] Hi havia dos censors, un de patrici i un de plebeu. El càrrec devia aparèixer perquè els cònsols per la seva funció de caps de l'exèrcit, marxaven de Roma amb freqüència, i no podien realitzar els censos, que exigien la presència en el lloc.[3]
- Construcció de l'Odèon de Pèricles a Atenes.[4]
- Fundació de la ciutat de Túrios. Els colons es van establir primer al lloc de l'antiga Síbaris, però al cap de poc es van traslladar, seguint les instruccions d'un oracle, a un lloc no gaire llunyà, on hi havia una font anomenada Túria de la que la ciutat va prendre el nom, segons Diodor de Sicília.[5]